# کلاترات
کلاترات (به انگلیسی: Clathrate) یا ترکیب قفسی، یک ترکیب شیمیایی است که شامل شبکه‌ای باشد که مولکول‌هایی را دربرگرفته یا به دام انداخته باشد.
کلاترات‌شدن یک مولکول به اندازه آن مولکول بستگی دارد. فرایند تشکیل کلاترات را می‌توان ناشی از برهم‌کنش بین مولکول‌های میزبان و میهمان در نظر گرفت.